# Malsnaren (Gryts socken, Södermanland)
Malsnaren är en sjö i Gnesta kommun i Södermanland och ingår i Nyköpingsåns huvudavrinningsområde. Sjön har en area på 0,955 kvadratkilometer och ligger 22,1 meter över havet.

## Delavrinningsområde
Malsnaren ingår i det delavrinningsområde (655179-157021) som SMHI kallar för Utloppet av Naten. Medelhöjden är 37 meter över havet och ytan är 15,22 kvadratkilometer. Räknas de 17 avrinningsområdena uppströms in blir den ackumulerade arean 167,17 kvadratkilometer. Husbyån (Jättnaån) som avvattnar avrinningsområdet har biflödesordning 2, vilket innebär att vattnet flödar genom totalt 2 vattendrag innan det når havet efter 71 kilometer. Avrinningsområdet består mestadels av skog (42 procent), öppen mark (12 procent) och jordbruk (26 procent). Avrinningsområdet har 2,09 kvadratkilometer vattenytor vilket ger det en sjöprocent på 13,7 procent. Bebyggelsen i området täcker en yta av 0,57 kvadratkilometer eller 4 procent av avrinningsområdet.